# Province de Melipilla
La province de Melipilla est une province chilienne située à l'ouest de la région métropolitaine de Santiago. Elle a une superficie de 4 065,7 km² pour une population de 141 165 habitants (estimation de l'I.N.E pour 2005). Sa capitale provinciale est la ville de Melipilla. 

## Communes
La province de Melipilla est divisée en 5 communes :
- Curacaví
- María Pinto
- Melipilla
- San Pedro
- Alhué